# Закон Украины «О национальных меньшинствах на Украине»
Закон «О национальных меньшинствах на Украине» (укр. Про національні меншини в Україні; номер — № 2494-XII) — закон, принятый Верховной радой Украины 25 июня 1992 года для гарантирования национальным меньшинствам страны права на свободное развитие. Согласно преамбуле Закона, он основывается на неразрывности права человека и права национальностей, стремится реализовать Декларацию прав национальностей Украины. Также одним из мотивов принятия закона было соблюдение международных обязательств в отношении национальных меньшинств.

## Содержание закона
К национальным меньшинствам относятся группы граждан Украины, не являющиеся украинцами по этническому происхождению и проявляющие чувства национального самосознания и общности между собой.
Граждане Украины имеют право свободно избирать и восстанавливать национальность. Принуждение граждан в любой форме к отказу от своей национальности не допускается.
Украина гарантирует её гражданам независимо от их национального происхождения равные политические, социальные, экономические и культурные права и свободы, поддерживает развитие национального самосознания и самовыражения. Все граждане Украины пользуются защитой государства на равных основаниях. При обеспечении прав лиц, принадлежащих к национальным меньшинств, государство исходит из того, что они являются неотъемлемой частью общепризнанных прав человека.
Граждане Украины всех национальностей обязаны соблюдать Конституцию и законы Украины, оберегать её государственный суверенитет и территориальную целостность, уважать языки, культуры, традиции, обычаи, религиозную самобытность украинского народа и всех национальных меньшинств.
Государство гарантирует всем национальным меньшинствам право на национально-культурную автономию: пользование и обучение на родном языке или изучение родного языка в государственных учебных заведениях или через национальные культурные общества, развитие национальных культурных традиций, использование национальной символики, празднование национальных праздников, исповедание своей религии, удовлетворение потребностей в литературе, искусстве, средствах массовой информации, создание национальных культурных и учебных заведений и любую другую деятельность, не противоречащую действующему законодательству.
На территории Украины охраняются памятники истории и культуры национальных меньшинств.
Государство принимает меры для подготовки педагогических, культурно-просветительских и других национальных кадров через сеть учебных заведений. Государственные органы на основе межгосударственных соглашений способствуют национальным меньшинствам в подготовке специалистов в других странах.
Каждый гражданин Украины имеет право на национальные фамилию, имя и отчество. Все имеют право в установленном порядке восстанавливать
свои национальные фамилию, имя и отчество. Граждане, в национальной традиции которых не принято фиксировать «отчество», имеют право записывать в паспорте только имя и фамилию, а в свидетельстве о рождении — имя отца и матери.
Граждане, принадлежащие к национальным меньшинствам, национальные общественные объединения имеют право в установленном на Украине порядке свободно устанавливать и поддерживать связи с лицами своей национальности и их общественными объединениями за пределами Украины, получать от них помощь для удовлетворения языковых, культурных, духовных потребностей, принимать участие в деятельности международных неправительственных организаций.